# Миннесота-Фолс (тауншип, Миннесота)
Миннесота-Фолс (англ. Minnesota Falls) — тауншип в округе Йеллоу-Медисин, Миннесота, США. На 2000 год его население составило 361 человек.

## География
По данным Бюро переписи населения США площадь тауншипа составляет 81,3 км², из которых 80,6 км² занимает суша, а 0,7 км² — вода (0,86 %).

## Демография
По данным переписи населения 2000 года здесь находились 361 человек, 140 домохозяйств и 106 семей.  Плотность населения —  4,5 чел./км².  На территории тауншипа расположено 157 построек со средней плотностью 1,9 построек на один квадратный километр. Расовый состав населения: 70,08 % белых, 28,81 % коренных американцев, 0,55 % азиатов и 0,55 % приходится на две или более других рас. Испанцы или латиноамериканцы любой расы составляли 0,55 % от популяции тауншипа.
Из 140 домохозяйств в 36,4 % воспитывались дети до 18 лет, в 63,6 % проживали супружеские пары, в 8,6 % проживали незамужние женщины и в 23,6 % домохозяйств проживали несемейные люди. 20,0 % домохозяйств состояли из одного человека, при том 8,6 % из — одиноких пожилых людей старше 65 лет. Средний размер домохозяйства — 2,58, а семьи — 3,00 человека.
28,3 % населения — младше 18 лет, 3,9 % — в возрасте от 18 до 24 лет, 25,8 % — от 25 до 44, 27,4 % — от 45 до 64, и 14,7 % — старше 65 лет. Средний возраст — 40 лет. На каждые 100 женщин приходилось 104,0 мужчин.  На каждые 100 женщин старше 18 приходилось 99,2 мужчин.
Средний годовой доход домохозяйства составлял 41 667 долларов, а средний годовой доход семьи —  51 429 долларов. Средний доход мужчин —  27 083  доллара, в то время как у женщин — 20 250. Доход на душу населения составил 17 521 доллар. За чертой бедности находились 8,5 % семей и 15,9 % всего населения тауншипа, из которых 24,7 % младше 18 и 7,0 % старше 65 лет.